# Processus und Martinianus

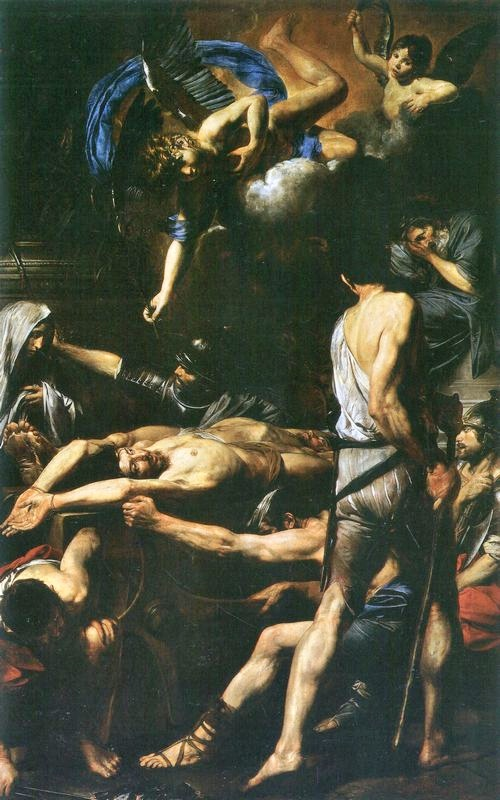
Martyrium der hll. Processus und Martinianus, von Valentin de Boulogne (1591–1632)

Processus und Martinianus waren christliche Märtyrer und Heilige. Die genaue Zeit, zu der sie das Martyrium erlitten, ist nicht bekannt. Der Überlieferung nach waren Processus und Martinianus Wächter des Apostels Petrus im Carcer Tullianus.
Die beiden Märtyrer wurden zunächst am zweiten Meilenstein der Via Aurelia in einem nach ihnen benannten Coemeterium bestattet. Im 4. Jahrhundert folgte eine Basilika, die mehrfach von den Päpsten restauriert wurde. Unter Paschalis I. gelangten die Reliquien der beiden in den Petersdom. Es wird angenommen, dass es sich bei ihnen in Wahrheit um Märtyrer der diokletianischen Christenverfolgung im Jahre 303 handelt. Erst die legendäre Passio aus dem 6. Jahrhundert verlegt die Geschichte der beiden in das erste nachchristliche Jahrhundert und berichtet, sie seien die Kerkermeister des Petrus gewesen und von ihm zum Christentum bekehrt worden. Sie seien dann mit Stöcken und Skorpionen gefoltert und schließlich hingerichtet worden.
Processus und Martinianus werden als Heilige verehrt; ihr Gedenktag in der katholischen Kirche ist der 2. Juli.
Die Schlacht bei Göllheim (2. Juli 1298) fand am Festtag der hll. Processus und Martinianus statt. Hierbei kam der deutsche König Adolf von Nassau um. An seinem Todesort in Göllheim wurde um 1309 das sogenannte Königskreuz errichtet, dessen Inschrifttafel ausdrücklich den Termin des Heiligenfest thematisierte. Es hieß dort: „ADOLPHUS A NASSAW ROMANORUM REX INTERFICITUR AD GELLINHEIM, PER MANUS AUSTRANI, PROCESSI ET MARTINIANI“ (Adolph von Nassau, Römischer König, wurde getötet bei Göllheim, durch die Hände des Österreichers, an Processus und Martinianus).